# 21世紀グループ
株式会社21世紀グループ（にじゅういっせいきグループ、英: 21SEIKI GROUP Co., Ltd.。登記社名: 株式会社二十一世紀グループ）は、熊本県熊本市に本社を置く、パチンコチェーン「CORE21」などを運営する企業。
一般には「21（にいいち）、21世紀、コア」で知られている。なお、株式会社北上文化が東北地方で展開するパチンコチェーンの「21SEIKI」とは無関係である
パチンコチェーン以外では、お茶専門店「ルピシア熊本店」、未来会議室、マスターズカフェ水前寺店の運営も行っている

## 沿革
- 1956年
  - 福岡県大牟田市にパチンコ店開業（1号店）
- 1959年
  - 社長・副社長で熊本県へ始めて訪れる。
  - 1号店閉店（6月）。
  - 福岡県山門郡に「パチンコ山門」開業（12月）。
- 1961年
  - 熊本県進出の足がかりともなる店舗を天草本渡に「大和会館」オープン、その後、佐賀・長崎にパチンコ店を店舗展開。
- 1972年
  - 佐賀県・長崎県のパチンコ店をすべて閉店させ、熊本市水前寺に「パチンコ21世紀 本社」及び「21世紀水前寺店」をオープン。
  - 日本初のホールコンピュータシステムを導入。
- 1974年
  - 九州初の郊外型パチンコ店として熊本市北部に「21世紀北部店」オープン。
- 1976年
  - 熊本市御領に「21世紀東バイパス店」オープン。
- 1977年
  - 熊本市川尻に「21世紀川尻店」オープン。
- 1979年
  - 熊本市秋津に「21世紀秋津店」オープン。
- 1981年
  - 不動産、レジャー、ファッションビル部門へ進出。
- 1982年
  - 熊本市戸島に「21世紀戸島店」オープン。
  - 宇土市に「21世紀宇土店」オープン、これより熊本市以外の郊外地区に進出（売上不振の為1997年9月に閉店）。
- 1983年
  - 玉名市に「21世紀玉名店」オープン。
- 1984年
  - 熊本市健軍に「21世紀健軍店」オープン。
  - 八代市本町アーケードに「21世紀八代店」オープン。
- 1985年
  - 熊本県菊池郡菊陽町に「21世紀菊陽店」オープン。
- 1986年
  - 熊本市中心部に当時としてはめずらしいスロット専門店『下通スロット21』をオープン（1991年5月に閉店）。
- 1987年
  - 会社を4社に分割　(株)21世紀グループ・竹下実業(株)・(有)エンパイア観光・(有)平安物産。
  - 熊本市のJR上熊本駅前に「21世紀上熊本店」オープン。
- 1988年
  - 熊本県上益城郡御船町に「21世紀御船店」オープン。
- 1990年
  - 熊本シャワー通りにファッションビル「ヴァンテアン」オープン（売上不振の為2008年2月に閉店）。
- 1991年
  - 人吉市に「21世紀人吉店」オープン。
  - 山鹿市に「21世紀鹿本店」オープン（売上不振の為2012年3月に閉店）。
  - 水俣市に「21世紀水俣店」オープン。
- 1992年
  - 熊本市下通アーケードに当時日本最大規模のパチンコ店「コア21下通店」オープン、このときより店舗名称を『コア21』へと変更。
- 1995年
  - 宮崎県日向市に大型店舗「コア21日向店」オープン（2011年4月に営業権譲渡、後に売却）。
  - 熊本市の熊本インターチェンジそばに大型店舗「コア21インター店」オープン。
  - 百道のハイアットレジデンシャルスウィート福岡に「ルピシア福岡店」「レストラン ヴァンテアン」オープン（2014年10月に閉店）。
- 1996年
  - 「21世紀川尻店」店舗改装を行い「コア21川尻店」としてリニューアルオープン。
- 1997年
  - 「21世紀玉名店」店舗改装を行い「コア21玉名店」としてリニューアルオープン。
  - 大丸福岡天神店エルガーラに「ルピシア大丸店」オープン（FC契約解除）。
- 1998年
  - 「21世紀八代店」店舗改装を行い「コア21八代店」としてリニューアルオープン（売上不振の為2012年6月に閉店）。
- 1999年
  - 「21世紀健軍店」店舗改装を行い「コア21健軍店」としてリニューアルオープン。
  - 「21世紀北部店」店舗改装を行いスロット専門店「コア21北部店」としてリニューアルオープン（売上不振の為2007年9月に閉店）。
- 2000年
  - 熊本市下通に「ビューティードラッグタケヤ」オープン（売上不振の為2009年8月に閉店）。
  - 「21世紀東バイパス店」店舗改装を行いリニューアルオープン（売上不振の為2012年3月に閉店）。
  - 「21世紀上熊本店」店舗改装を行い「コア21上熊本店」としてリニューアルオープン。
  - 「21世紀秋津店」店舗改装を行い「コア21秋津店」としてリニューアルオープン（熊本地震により被災2016年4月に閉店）。
  - JR長崎駅アミュプラザ内に「ルピシア長崎店」オープン（FC契約解除）。
- 2001年
  - 「ディスカウントショップタケヤ」オープン（売上不振の為2004年末に閉店）。
  - 「21世紀戸島店」店舗改装を行い「コア21戸島店」としてリニューアルオープン。
  - 「21世紀菊陽店」店舗改装を行い「コア21菊陽店」としてリニューアルオープン。
- 2003年
  - 福岡市中央区に大型店舗「コア21赤坂店」オープン（売上不振の為2011年6月に閉店）。
  - 「21世紀人吉店」店舗改装を行い「コア21人吉店」としてリニューアルオープン。
- 2005年
  - 八代市郡築に八代2号店の大型店舗「コア21新八代店」オープン。
- 2006年
  - 創立50周年を迎える。
  - 4社を(株)21世紀グループ1社へと合併。
- 2008年
  - 「21世紀御船店」店舗改装を行い「コア21御船店」としてリニューアルオープン。
- 2010年
  - 熊本市下通の「ビューティードラッグタケヤ」跡地に「ルピシア熊本店」オープン（2012年11月オークス通りへ移転）。
- 2011年
  - JR博多駅の博多阪急店内に「ルピシア博多阪急ショップ」オープン（FC契約解除）。
- 2012年
  - 「21世紀水俣店」店舗改装を行い「コア21水俣店」としてリニューアルオープン。
  - 「21世紀水前寺店」から「コア21水前寺店」へ屋号を変更。
- 2013年
  - 「コア21水前寺店」店舗改装を行いリニューアルオープン。
- 2015年
  - 「コア21健軍店」店舗改装を行いリニューアルオープン。
- 2020年
  - 青山総合株式会社　経営統合。
  - マスターズカフェ水前寺店オープン。
- 2021年
  - 宮崎本部　新社屋完成。

## 運営店舗

### パチンコチェーン
2021年７月時点では、熊本県10店舗、宮崎県６店舗展開している。
福岡県
- コア21赤坂店（閉店）

熊本県
- コア21川尻店
- コア21戸島店
- コア21玉名店
- コア21健軍店
- コア21菊陽店
- コア21上熊本店（閉店）
- コア21御船店
- コア21人吉店（閉店）
- コア21水俣店
- コア21下通店
- コア21新八代店
- コア21水前寺店（閉店→現・マスターズカフェ水前寺店）
- コア21北部店（閉店）
- 21世紀東バイパス店（閉店）
- コア21秋津店（閉店）
- 21世紀宇土店（閉店→店舗跡と周辺の再開発により、現在は複合施設「クロス21UTO」）
- コア21八代店（閉店）
- 21世紀鹿本店（閉店）
- コア21インター店（閉店）

宮崎県
- コア21 日向店
- コア21 南宮崎店
- コア21 南延岡店
- コア21 日南店
- コア21 延岡店（閉店）
- コア21 佐土原店

### その他
お茶専門店の「ルピシア」を運営。
未来会議室を運営。
マスターズカフェ水前寺店を運営。
福岡県
- ルピシア福岡店（閉店）
- レストラン ヴァンテアン（閉店）
- ルピシア大丸店（契約解除）
- ルピシア博多阪急ショップ（契約解除）

長崎県
- ルピシア長崎店（契約解除）

熊本県
- ルピシア熊本店[2]
- 未来会議室下通店
- 未来会議室桜町店
- マスターズカフェ水前寺店

## 在日同胞支援
2016年4月の熊本地震で被災し11店舗が営業停止となった。金学哲社長は広島土砂災害や東日本大震災の際にも多額の義捐金を在日本大韓民国民団など在日コリアン支援のために拠出しており、今回の地震でも「落ち着いたら復旧に貢献したい」と語っている。

## 関連会社
- ジャパントレーディング株式会社
- 竹下実業有限会社
- コア・プロジェクト株式会社